# NGC 4709
NGC 4709 (другие обозначения — ESO 323-3, MCG -7-26-56, AM 1247-410, DRCG 56-28, DCL 282, PGC 43423) — эллиптическая галактика (E1) в созвездии Центавр.
Этот объект входит в число перечисленных в оригинальной редакции «Нового общего каталога».